# 奥村洋治
奥村 洋治（おくむら ようじ、1958年(昭和33年)7月15日 – ）は、日本の実業家。株式会社フジタ社長。

## 人物
- 1958年（昭和33年）7月15日生まれ。福岡県出身[1]。

## 経歴
- 中央大学経済学部国際経済学科卒業。
- 1983年（昭和58年）4月 フジタ工業株式会社（現・株式会社フジタ）入社。
- 1997年（平成 9年）4月 国際事業部香港営業所長。
- 2003年（平成15年）4月 国際事業部長。
- 2005年（平成17年）6月 執行役員国際事業部長。
- 2007年（平成19年）4月 執行役員営業本部副部長兼国際事業部担当。
- 2010年（平成22年）4月 取締役常務執行役員営業本部副部長。
- 2012年（平成24年）4月 取締役常務執行役員営業本部長。
- 2013年（平成25年）4月 取締役専務執行役員営業本部長。
- 2014年（平成26年）4月 代表取締役副社長執行役員営業本部長。
- 2015年（平成27年）4月 代表取締役社長（現任）[1]。